# Антонін Запотоцький
Антонін Запотоцький (чеськ. Antonín Zápotocký 19 грудня 1884, Заколани, біля Кладно — 13 листопада 1957, Прага) — чехословацький державний діяч, комуніст. Обіймав посади прем'єр-міністра Чехословаччини в 1948—1953 і Президента Чехословаччини в 1953—1957 роках.

## Біографія
Народився в сім'ї чеського соціал-демократа Ладіслава Запотоцького (1852—1916). У 1900—1921 був членом Чехословацької соціал-демократичної робітничої партії (ЧСДРП), прихильник лівого крила. У 1921 році був одним із засновників (разом з К. Готвальдом) Комуністичної партії Чехословаччини, обраний членом її ЦК. У 1922—1929 роках  обіймав посаду секретаря ЦК партії. Член Політбюро (з 1954 Президії) ЦК КПЧ у 1929—1939 і з 1945 року. Кандидат у члени Виконкому Комінтерну з 1935 (1928—1937 член Виконкому Профінтерну).

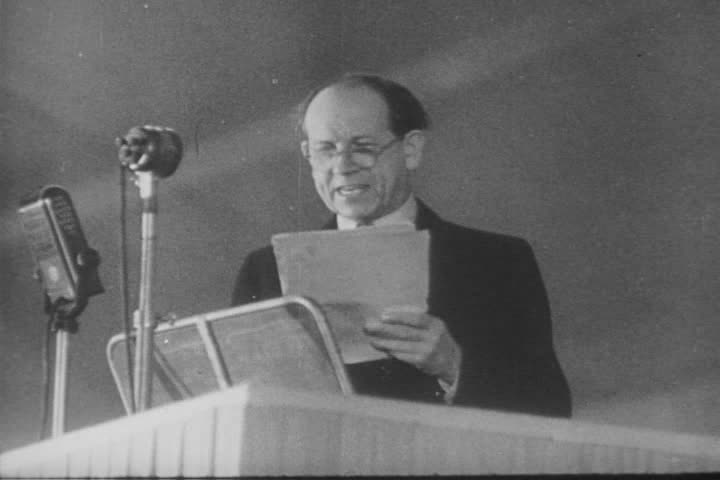
Антонін Запотоцький у 1947 році

Під час Другої світової війни був заарештований і направлений у табір Заксенгаузен, де обіймав посаду капо. Після війни уряд Нідерландів вимагав видачі Запотоцького за звинуваченням у співучасті в смерті деяких ув'язнених.
У повоєнній Чехословаччині разом з 1-м секретарем ЦК КПЧ Клементом Готвальдом проводив репресії і показові процеси (зокрема, над Рудольфом Сланським, взявши безпосередню участь у його арешті, та іншими діячами комуністичного руху). Після смерті Готвальда вступив на посаду президента країни. При ньому був продовжений жорсткий курс Готвальда, повної реабілітації репресованих не було, тривали нові репресії (зокрема, в 1954 році був засуджений Густав Гусак), хоча режим Запотоцького відрізнявся відмовою від показових процесів. Виступав проти форсованого курсу на колективізацію, за пріоритет державних органів над партійними з приводу чого мав розбіжності з Антоніном Новотним. У романі чеського письменника Яна Козака «Гніздо Лелеки» описується радісна реакція словацьких селян на промову Запотоцького від 2 серпня 1953 року: «Пан президент дозволив нам господарювати як ми хочемо». При Запотоцькому Чехословаччина уклала в 1955 році з Єгиптом  угоду про постачання зброї (т. зв. «празька операція»), що знаменувало початок зближення арабського світу з соціалістичним табором. Прага також поставила в 1954 році зброю режиму гватемальського президента Арбенса, що послужило приводом для втручання США у внутрішні справи Гватемали. Автор романів з історії чеського робітничого руху: «Постануть нові бійці», «Буремний 1905 рік», «Червона заграва над Кладно», «Світанок».

## Нагороди
- Кавалер трьох орденів Будівництва соціалістичної Батьківщини (1953, 1954, 1955)[10].